# アダイ・ベニテス
アダイ（Aday）こと、フランシスコ・アダイ・ベニテス・カラバージョ（Francisco Aday Benítez Caraballo , 1987年12月16日 - ）は、スペイン・カタルーニャ州バルセロナ県セントメナ出身の元プロサッカー選手。現役時代のポジションはMF。

## 来歴
ユース時代から地元カタルーニャ州の小さなチームを渡り歩き、プロデビュー後もUEサン・アンドレウなどの下部リーグでプレー。
2013年7月5日、セグンダ・ディビシオン所属のCDテネリフェと契約し、初めてカタルーニャ州以外のチームでプレー。13試合に出場した。
2014年7月16日、ジローナFCと契約。アダイ加入後、ジローナは2年連続で昇格プレーオフに進出するも敗退。しかし、2016-17シーズンはセグンダ・ディビシオンで2位に入り、チームは創設87年目にして初のプリメーラ・ディビシオンに昇格。アダイ自身も初のラ・リーガでのプレーが実現することになった。
記念すべき2017-18シーズン開幕戦となった、地元エスタディ・モンティリビでの2017年8月17日のアトレティコ・マドリード戦を2-2で終え、10月23日のデポルティーボ・ラ・コルーニャ戦では、PKでラ・リーガ初ゴールを記録。翌2018年2月には、2021年までの契約に合意。チームは10位で終え、トップリーグ残留に貢献した。
2018年9月23日のFCバルセロナ戦では、クリスティアン・ストゥアーニの同点ゴールとなるアシストを記録するなど、敵地カンプ・ノウでの2-2の勝ち点獲得に貢献した。